# Microrregión del Litoral Occidental Maranhense
La microrregión del Litoral Occidental Maranhense es una de las microrregiones del estado brasileño del Maranhão perteneciente a la mesorregión Norte Maranhense. Su población según el censo de 2010 es de  183.749 habitantes y está dividida en trece municipios. Su población está formada por una mayoría de negros y mulatos 74.7 con minorías de blancos 16.3, caboclos (mestizos de indios y blancos) 8.8, asiáticos 0.1 e indígenas 0.1, según el censo IBGE 2010 habitaban la región 138 indígenas. Posee un área total de 9.557,592 km².

## Municipios
- Alcântara
- Apicum-Açu
- Bacuri
- Bacurituba
- Bequimão
- Cajapió
- Cedral
- Central do Maranhão
- Cururupu
- Guimarães
- Mirinzal
- Porto Rico do Maranhão
- Serrano do Maranhão

- Datos: Q2540702